# Mistrzostwa NCAA Division II w Zapasach w 2024
Mistrzostwa NCAA Division II w zapasach w 2024 roku rozegrane zostały w Park City w dniach 15–16 marca. Zawody odbyły się na terenie Hartman Arena.

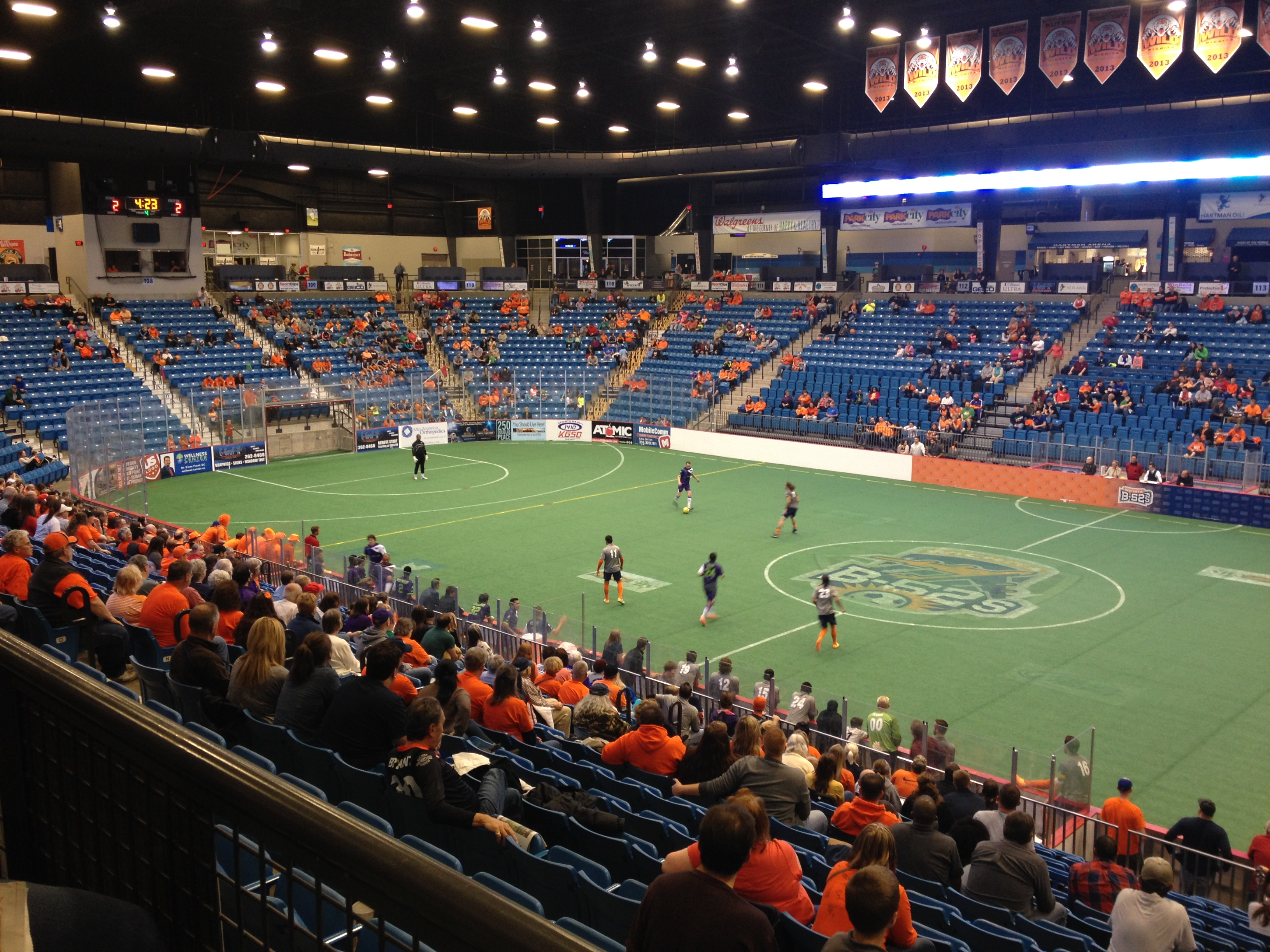
Hala

Punkty zdobyły 42 drużyny.

## Wyniki

### Drużynowo
| Kolejność | Szkoła                                | Zespół        |
| --------- | ------------------------------------- | ------------- |
| 1.        | University of Central Oklahoma        | Bronchos      |
| 2.        | Lander University                     | Lander        |
| 3.        | University of Nebraska at Kearney     | Lopers        |
| 4.        | McKendree University                  | Bearcats      |
| 5.        | St. Cloud State University            | Huskies       |
| 6.        | University of Pittsburgh at Johnstown | Mountain Cats |
| 7.        | University of Wisconsin–Parkside      | Rangers       |
| 8.        | Augustana University                  | Vikings       |

### All American

#### 125 lb
| Lp. | Zawodnik        | Szkoła                  |
| --- | --------------- | ----------------------- |
| 1.  | Christian Mejia | McKendree               |
| 2.  | Jaxson Rohman   | Augustana               |
| 3.  | James Joplin    | Lander                  |
| 4.  | Isaiah Gamez    | Adams State             |
| 5.  | Zachary Ourada  | Kearney                 |
| 6.  | Shane Corrigan  | Wisconsin–Parkside      |
| 7.  | Trevon Gray     | Pittsburgh at Johnstown |
| 8.  | Manuel Leija    | Davenport               |

#### 133 lb
| Lp. | Zawodnik            | Szkoła          |
| --- | ------------------- | --------------- |
| 1.  | Gabe Hixenbaugh     | Montevallo      |
| 2.  | Gavin Quiocho       | Glenville State |
| 3.  | Devin Flannery      | Millersville    |
| 4.  | Reece Barnhardt     | Mary            |
| 5.  | Jeremiah Echevarria | Gannon          |
| 6.  | Elijah Lusk         | Lander          |
| 7.  | Ryan Ripplinger     | McKendree       |
| 8.  | Thierno Diallo      | Frostburg State |

#### 141 lb
| Lp. | Zawodnik         | Szkoła       |
| --- | ---------------- | ------------ |
| 1.  | Zackary Donathan | Tiffin       |
| 2.  | Nick James       | Kearney      |
| 3.  | Ronan Schuelke   | McKendree    |
| 4.  | Angel Flores     | Adams State  |
| 5.  | Tate Murty       | Upper Iowa   |
| 6.  | Jake Niffenegger | Mercyhurst   |
| 7.  | Khyvon Grace     | West Liberty |
| 8.  | Hunter Burnett   | Augustana    |

#### 149 lb
| Lp. | Zawodnik      | Szkoła                  |
| --- | ------------- | ----------------------- |
| 1.  | Jacob Ealy    | Pittsburgh at Johnstown |
| 2.  | Cody Thompson | Colorado SM             |
| 3.  | Colby Njos    | St. Cloud State         |
| 4.  | Dylan Brown   | Central Oklahoma        |
| 5.  | Zeth Browe    | Lander                  |
| 6.  | Jalen Spuhler | Wisconsin–Parkside      |
| 7.  | Dean Noble    | Western Colorado        |
| 8.  | Devan Moore   | Newberry                |

#### 157 lb
| Lp. | Zawodnik        | Szkoła           |
| --- | --------------- | ---------------- |
| 1.  | Gabe Johnson    | Central Oklahoma |
| 2.  | Nick Novak      | St. Cloud State  |
| 3.  | Guy Deleonardis | Glenville State  |
| 4.  | Jack Haskin     | Lake Erie        |
| 5.  | Devin Bahr      | Northern State   |
| 6.  | Keegan Roberson | UNC Pembroke     |
| 7.  | Owen Zablocki   | Indianapolis     |
| 8.  | Bailey Gimbor   | Kutztown         |

#### 165 lb
| Lp. | Zawodnik         | Szkoła           |
| --- | ---------------- | ---------------- |
| 1.  | David Hunsberger | Lander           |
| 2.  | Chase Luensman   | Upper Iowa       |
| 3.  | Hunter Jump      | Central Oklahoma |
| 4.  | Cory Peterson    | McKendree        |
| 5.  | Cole Ritter      | Maryville        |
| 6.  | Nicholas Coreno  | Gannon           |
| 7.  | Aaden Valdez     | Adams State      |
| 8.  | Anthony Herrera  | St. Cloud State  |

#### 174 lb
| Lp. | Zawodnik          | Szkoła             |
| --- | ----------------- | ------------------ |
| 1.  | Josh Kenny        | Grand Valley State |
| 2.  | Anthony Des Vigne | Central Oklahoma   |
| 3.  | Scott Joll        | UNC Pembroke       |
| 4.  | Seth Brossard     | Northern State     |
| 5.  | Trey Sizemore     | Indianapolis       |
| 6.  | Brody Hemauer     | Wisconsin–Parkside |
| 7.  | Cole Hernandez    | Western Colorado   |
| 8.  | Cole Glazier      | St. Cloud State    |

#### 184 lb
| Lp. | Zawodnik          | Szkoła             |
| --- | ----------------- | ------------------ |
| 1.  | Ty McGeary        | West Liberty       |
| 2.  | Matt Weinberg     | Kutztown           |
| 3.  | Billy Higgins     | Kearney            |
| 4.  | Reece Worachek    | Wisconsin–Parkside |
| 5.  | Damon Ashworth    | Central Missouri   |
| 6.  | Garrett Wells     | Central Oklahoma   |
| 7.  | Anthony Yacovetti | Lander             |
| 8.  | Bryce Fitzpatrick | St. Cloud State    |

#### 197 lb
| Lp. | Zawodnik         | Szkoła                  |
| --- | ---------------- | ----------------------- |
| 1.  | Derek Blubaugh   | Indianapolis            |
| 2.  | Dalton Abney     | Central Oklahoma        |
| 3.  | Logan Kvien      | McKendree               |
| 4.  | Jackson Kinsella | Kearney                 |
| 5.  | Dominic Murphy   | St. Cloud State         |
| 6.  | Max Ramberg      | Augustana               |
| 7.  | Dakoda Rodgers   | Pittsburgh at Johnstown |
| 8.  | Wyatt Miller     | Grand Valley State      |

#### 285 lb
| Lp. | Zawodnik           | Szkoła                  |
| --- | ------------------ | ----------------------- |
| 1.  | Shawn Streck       | Central Oklahoma        |
| 2.  | Juan Edmond-Holmes | Lander                  |
| 3.  | Crew Howard        | Kearney                 |
| 4.  | La’Ron Parks       | Notre Dame              |
| 5.  | Isaiah Vance       | Pittsburgh at Johnstown |
| 6.  | Zach Peterson      | Augustana               |
| 7.  | Ryan Herman        | Maryville               |
| 8.  | Luke Tweeton       | Mary                    |